# David López Guijarro
David López Guijarro (nascut el 3 de febrer de 2003) és un futbolista professional mallorquí que juga com a central al RCD Mallorca.

## Carrera
Nascut a Palma, Illes Balears, López es va formar al planter del RCD Mallorca. Va fer el seu debut com a sènior amb el filial l'11 de setembre de 2021, entrant com a substitut tardà en la victòria fora de casa de la Tercera Divisió RFEF per 2-1 davant la UD Collerense.
López va marcar el seu primer gol com a sènior el 30 de març de 2022, marcant el tercer gol del B en una golejada 4-0 a casa contra el CF Sóller. Va fer el seu debut amb el primer equip l'1 de novembre de 2023, en substitució de Toni Lato en una golejada per 4-0 a fora contra el CD Boiro, per a la Copa del Rei de la temporada.
López va debutar professionalment el 7 de gener de 2024, com a titular en una victòria fora de casa per 3-0 davant el Burgos CF, també per a la Copa nacional. L'1 de febrer va ser cedit a l'Elx CF de Segona Divisió per la resta de la temporada.
El 6 d'agost de 2024, López es va traslladar a un altre equip de segona divisió Burgos CF amb un contracte de cessió d'un any. Va marcar el seu primer gol com a professional el 8 de desembre, marcant el guanyador en una victòria a casa per 1-0 davant el CE Eldenc.
El 30 de gener de 2025, López va repescat pel Mallorca.